# ジェイコム足立
株式会社ジェイコム足立（ジェイコムあだち）は、かつて東京都足立区に本社が存在し、ケーブルテレビ（同時再放送、自主放送）と電気通信事業（インターネット接続、IP電話）を主たる業務とし、有線一般放送（ケーブルテレビ局）を運営する一般放送事業者および電気通信事業者であった。株式会社ジュピターテレコム(J:COM)の連結子会社であり、会社および局呼称は「J:COM 足立」であった。

## 沿革
- 1995年（平成7年）
  - 8月7日
    - 「株式会社ケーブルテレビ足立」として設立。

  - 9月28日
    - 資本金8億円4,600万円に増資。
- 1996年（平成8年）
  - 2月9日
    - 有線テレビジョン放送施設設置許可取得。

  - 7月28日
    - 資本金11億6,500万円に増資。

  - 12月1日
    - 第1期工区開局。
- 1997年（平成9年）
  - 7月31日
    - 資本金14億9,400万円に増資。

  - 12月1日
    - 第2期工区開局。
- 1998年（平成10年）
  - 7月31日
    - 資本金17億7,400万円に増資。

  - 12月1日
    - 第3期工区開局。
- 1999年（平成11年）
  - 5月18日
    - 第一種電気通信事業許可取得。

  - 7月31日
    - 資本金20億6,300万円に増資。

  - 12月1日
    - 第4期工区開局。
- 2000年（平成12年）
  - 6月1日
    - インターネット接続サービス開始。

  - 12月1日
    - 第5期工区開局[注 1]。
- 2001年（平成13年）
  - 12月1日
    - BSデジタル放送の暫定的「デジアナ変換」を開始。
- 2005年（平成17年）
  - 3月23日
    - 親会社の伊藤忠商事株式会社が、株式会社スカイパーフェクト・コミュニケーションズ（現：スカパーJSAT株式会社）に保有する株式を譲渡。

  - 11月30日
    - アナログ多チャンネル放送サービス終了。

  - 12月1日
    - 地上デジタル放送サービス（OFDM方式）を周波数変換で開始。
    - BSデジタル放送サービス（PSK方式）を周波数変換で開始。
    - 『Cable TV』のオプションサービスとして、『BSデジタルアップコンバーター』を新規販売開始。
    - デジタル多チャンネル放送サービス（DVB-C（スカパー・トランスモジュレーション）方式）を開始[注 2]。
- 2006年（平成18年）
  - 3月1日
    - 050 IP電話サービス『Cable Phone』を開始。
- 2007年（平成19年）
  - 4月1日
    - 地上デジタル放送で『あだちコミュニティチャンネル』を開始。
- 2008年（平成20年）
  - 6月1日
    - 専用受信端末を用いた『緊急地震速報』を開始。
    - デジタル放送で『足立情報チャンネル』を開始。
- 2009年（平成21年）
  - 1月5日
    - デジタル放送で『足立第2情報チャンネル』を開始。

  - 6月30日
    - 『BSデジタルアップコンバーター』を新規販売終了。
- 2010年（平成22年）
  - 2月26日
    - 親会社のスカパーJSAT株式会社が、ジャパンケーブルネット株式会社に保有する株式を譲渡。JCNグループに参画。

  - 3月1日
    - 呼称を「JCN足立」に変更。

  - 3月31日
    - 『Cable Phone』を新規販売終了。
    - 『緊急地震速報』を新規販売終了。

  - 9月30日
    - BSデジタル放送の暫定的「デジアナ変換」をNHK-BSを除き終了。
    - 『BSデジタルアップコンバーター』の新規提供終了[1]。

  - 10月1日
    - BSデジタル放送サービス（TM（複数TS伝送）方式）を開始。
    - DVD搭載HDD内蔵録画機能付きSTB『録りま専科DVD』を提供開始[注 3]。
- 2011年（平成23年）
  - 1月31日
    - デジタル多チャンネル放送サービス（DVB-C方式）のPPVサービスを終了。
    - BSデジタル放送サービス（PSK方式）を終了。

  - 2月28日
    - 『Cable TV』の各コースを新規販売終了。
    - 『Internet』の各コースを新規販売終了。

  - 3月1日
    - デジタル多チャンネル放送サービス（ISDB-C（リマックス）方式）を開始。
    - JCN統一サービス名称として『JCNテレビ』および『JCNインターネット』を制定し展開。
    - JCN統一サービスラインナップ導入。

  - 3月31日
    - BSデジタル放送の暫定的「デジアナ変換」を終了。

  - 4月1日
    - 『JCN電話』として、KDDI株式会社のプライマリIP電話（0AB〜J IP電話）サービス「ケーブルプラス電話」を順次開始。
    - 地デジコミュニティチャンネルで「デジタル録画コピー制御」を運用開始。
    - 『あだちコミュニティチャンネル』をハイビジョン化。
    - 『JCNインターネット』利用者に限定し、UQ WiMAX端末を販売開始。
    - HDD内蔵録画機能付きSTB『録りま専科』を提供開始[注 4]。
    - BD・DVDドライブ搭載HDD内蔵録画機能付きSTB『録りま専科ブルーレイ』を提供開始[注 5]。
    - HDD内蔵録画機能付きSTBセットの新コース『HDDコース』を提供開始[注 6]。
    - 双方向設置済みの特定STB利用者向けに、『STBポータルサービス』および『JCNおすすめナビ』を提供開始。

  - 6月1日
    - 双方向設置済みの「HDD内蔵STB」利用者向けに、リモート録画予約サービス『ケータイde録画予約』を提供開始。

  - 7月19日
    - 地上放送の暫定的「デジアナ変換」を開始[注 7]。

  - 7月24日
    - 地上アナログ放送の放送対象地域外テレビ局を再送信終了。

  - 10月1日
    - 下り最大160Mbpsの超高速インターネット接続サービス『スピードスター160』を開始。
    - JCN会員誌『JCN plus』を創刊。
    - au携帯電話端末を販売開始。
- 2012年（平成24年）
  - 3月12日
    - 『JCNインターネット』利用者向けに、『JCN WiMAX』を提供開始。

  - 4月1日
    - 双方向設置済みの特定STB利用者向けに、『Shufoo!』を提供開始。

  - 6月25日
    - 『JCNインターネット』利用者向けに、『Wi-Fi内蔵モデム』を提供開始。

  - 10月1日
    - 商号を「株式会社JCN足立」に変更。
    - 『あだちコミュニティチャンネル』、『足立情報チャンネル』および『足立第2情報チャンネル』を統合し、名称を『JCN足立チャンネル』に変更。
    - 新しいコミュニティチャンネル『にっぽんケーブルチャンネル』を放送開。
- 2013年（平成25年）
  - 2月6日
    - 『JCNインターネット』利用者向けに、公衆無線LANサービス『ケーブルTV Wi-Fi』を提供開始。

  - 3月31日
    - デジタル多チャンネル放送サービス（DVB-C方式）を終了。

  - 5月31日
    - 地上デジタル放送サービス（OFDM方式）を、周波数変換方式から同一周波数方式に変更。

  - 12月2日
    - 親会社のジャパンケーブルネット株式会社が株式会社ジュピターテレコムの連結子会社化に伴い、J:COMグループに参画[2]。
- 2014年（平成26年）
  - 4月1日
    - 親会社のジャパンケーブルネット株式会社が株式会社ジュピターテレコムに吸収合併[3]。

  - 6月1日
    - 呼称を「J:COM 足立」に変更[4]。
    - 『JCN足立チャンネル』の名称を『J:COMチャンネル足立』に変更。
    - 「JCN」ブランドを廃止。
    - J:COM統一サービス名称として『J:COM TV』、『J:COM NET』および『J:COM PHONE』を制定し展開。
    - J:COMサービスラインナップ導入。
    - 『J:COM PHONE プラス』を提供開始。
    - 「にっぽんケーブルチャンネル」（JCN）を「J:COMテレビ」（J：COM）に統合[5]。

  - 7月1日
    - 商号を「株式会社ジェイコム足立」に変更[4]。

  - 10月1日
    - 『J:COM WiMAX 2+』を提供開始。
- 2015年（平成27年）
  - 3月16日
    - 地上放送の暫定的「デジアナ変換」を終了。

  - 3月31日
    - 「ケーブルプラス電話」を終了。

  - 4月15日
    - 『J:COM 緊急地震速報』を提供開始。

  - 4月16日
    - 『J:COM NET』および『JCNインターネット』のインターネットサービスプロバイダーを『ZAQ』に変更。

  - 4月27日
    - 『J:COMオンデマンド』を提供開始。
- 2019年（平成31年）
  - 4月1日
    - 株式会社ジェイコム東京に吸収合併され、会社解散[6]。

## 事業所
本社
- 本社
  - 東京都足立区綾瀬2丁目28番6号 第三山崎ビル

事務所
- 足立営業事務所
  - 東京都足立区綾瀬2丁目28番6号 第三山崎ビル（本社内）

## 提供区域内自治体
- 東京都
  - 足立区

## 業務内容
- 2019年（平成31年）3月31日時点。

統一サービス
1. J:COM TV（テレビ放送サービス[注 8]）
  1. 双方向機能（STBインターネット接続サービス）
  2. インタラクTV（STBテレビ向け情報サービス）
  3. ナビシェル（STB向けご案内画面サービス）
  4. J:COMオンデマンド（VODサービス）
  5. リモート録画予約（番組録画予約）
  6. ジェイコム マガジン（番組ガイド誌）
  7. J:COMチャンネル（第一コミュニティチャンネル）
  8. J:COMテレビ（第二コミュニティチャンネル）
2. J:COM NET（インターネット接続サービス）
  1. ZAQ（インターネットサービスプロバイダ）
  2. J:COM WiMAX 2+（4G（WiMAX）サービス[注 9]）
3. J:COM PHONE（固定電話（CATV電話）サービス）
  1. J:COM PHONE プラス（VoIP方式（プライマリ電話）サービス）[注 10]）
4. J:COM 電力
5. J:COM MOBILE（4G（LTE）サービス[注 11]）

付加サービス
- J:COM 緊急地震速報

### J:COM TV

#### 地上デジタル放送
- 表中、「伝送方式」欄の『部類』に関しては下記を参照。
  - 「PT」はパススルー方式。
  - 「TM」はトランスモジュレーション方式。
- 表中、『記号』に関しては下記を参照。
  - 「●」は視聴可能。
  - 「×」は視聴不可。
  - 「?」は不明。
- 2019年（平成31年）3月31日時点。

| リ モ コ ン キ \| ID | 放送局              | 三桁 チャンネル | 伝送方式 | 伝送方式 | 備考         |
| リ モ コ ン キ \| ID | 放送局              | 三桁 チャンネル | PT       | TM       | 備考         |
| -------------------- | ------------------- | --------------- | -------- | -------- | ------------ |
| 1                    | NHK総合・東京       | 011 012         | ●        | ×        |              |
| 2                    | NHKEテレ東京        | 021 022 023     | ●        | ×        |              |
| 3                    | テレ玉              | 031 032 033     | ●        | ×        | 区域外再放送 |
| 3                    | チバテレビ          | 031 032         | ●        | ×        | 区域外再放送 |
| 3                    | tvk                 | 031 032 033     | ●        | ×        | 区域外再放送 |
| 4                    | 日本テレビ          | 041 042         | ●        | ×        |              |
| 5                    | テレビ朝日          | 051 052 053     | ●        | ×        |              |
| 6                    | TBS                 | 061 062         | ●        | ×        |              |
| 7                    | テレビ東京          | 071 072 073     | ●        | ×        |              |
| 8                    | フジテレビジョン    | 081 082 083     | ●        | ×        |              |
| 9                    | TOKYO MX            | 091 092 093     | ●        | ×        |              |
| 10                   | J:COMテレビ         | 101 102         | ●        | ×        |              |
| 11                   | J:COMチャンネル足立 | 111 112         | ●        | ×        |              |

#### FMラジオ
- 2019年（平成31年）3月31日時点。

| MHz  | 放送局      | 備考 |
| ---- | ----------- | ---- |
| 77.5 | NACK5       |      |
| 78.3 | Fm yokohama |      |
| 79.1 | J-WAVE      |      |
| 80.4 | NHK東京-FM  |      |
| 83.2 | TOKYO FM    |      |
| 85.6 | bayfm       |      |